# فهرست تولیدکنندگان فولاد
فهرست تولیدکنندگان فولاد، فهرستی از بزرگترین شرکت‌های فولاد جهان است، که بر پایه میزان تولید فولاد خام، در پایان هر سال مالی، توسط انجمن جهانی فولاد، رتبه‌بندی می‌شوند. فهرست زیر متعلق به سال ۲۰۱۱ می‌باشد و شرکت‌هایی که ظرفیت تولید فولاد آن‌ها بیش از ۱۰ میلیون تن در سال است، در آن درج گردیده است.
| رتبه (۲۰۱۱)       | ۲۰۱۱  | ۲۰۱۰  | ۲۰۰۹  | ۲۰۰۸  | ۲۰۰۷  | شرکت                   | دفتر مرکزی          |
| ----------------- | ----- | ----- | ----- | ----- | ----- | ---------------------- | ------------------- |
| ۱                 | ۹۷٫۲  | ۹۸٫۲  | ۷۷٫۵  | ۱۰۳٫۳ | ۱۱۶٫۴ | آرسلور میتال           | لوکزامبورگ          |
| ۲                 | ۴۴٫۴  | ۵۲٫۹  | ۴۰٫۲  | ۳۳٫۳  | ۳۱٫۱  | هبی آیرون اند استیل    | چین                 |
| ۳                 | ۴۳٫۳  | ۳۷٫۰  | ۳۱٫۳  | ۳۵٫۴  | ۲۸٫۶  | بائواستیل              | چین                 |
| ۴                 | ۳۹٫۱  | ۳۵٫۴  | ۳۱٫۱  | ۳۴٫۷  | ۳۱٫۱  | پوسکو                  | کره جنوبی           |
| ۵                 | ۳۷٫۷  | ۳۶٫۶  | ۳۰٫۳  | ۲۷٫۷  | ۲۰٫۲  | ووهان آیرون اند استیل  | چین                 |
| ۶                 | ۳۳٫۴  | ۳۵٫۰  | ۲۶٫۵  | ۳۷٫۵  | ۳۵٫۷  | نیپون استیل            | ژاپن                |
| ۷                 | ۳۱٫۹  | ۳۰٫۱  | ۲۶٫۴  | ۲۳٫۳  | ۲۲٫۹  | شاگانگ                 | چین                 |
| ۸                 | ۳۰٫۰  | ۲۵٫۸  | ۱۷٫۳  | ۱۲٫۲  | ۱۲٫۹  | شوگانگ                 | چین                 |
| ۹                 | ۲۹٫۹  | ۳۱٫۱  | ۲۵٫۸  | ۳۳٫۰  | ۳۴٫۰  | جی‌اف‌ای                 | ژاپن                |
| ۱۰                | ۲۹٫۸  | ۲۲٫۱  | ۲۰٫۱  | ۱۶٫۰  | ۱۶٫۲  | ان‌استیل                | چین                 |
| ۱۱                | ۲۴٫۰  | ۲۳٫۲  | ۲۶٫۴  | ۲۱٫۸  | ۲۳٫۸  | شاندونگ استیل          | چین                 |
| ۱۲                | ۲۳٫۸  | ۲۳٫۵  | ۲۱٫۹  | ۲۴٫۴  | ۲۶٫۵  | تاتا استیل             | هند                 |
| ۱۳                | ۲۲٫۰  | ۲۲٫۳  | ۱۵٫۲  | ۲۳٫۲  | ۲۱٫۵  | یو.اس. استیل           | ایالات متحده آمریکا |
| ۱۴                | ۲۰٫۵  | ۲۱٫۶  | ۱۴٫۲  | ۲۰٫۴  | ۱۸٫۶  | گرداو                  | برزیل               |
| ۱۵                | ۱۹٫۹  | ۱۸٫۳  | ۱۴٫۰  | ۲۰٫۴  | ۲۰٫۰  | نیوکور                 | ایالات متحده آمریکا |
| ۱۶                | ۱۹٫۲  | ۱۷٫۵  | -     | -     | -     | بوهای آیرون اند استیل  | چین                 |
| ۱۷                | ۱۷٫۹  | ۱۶٫۷  | ۱۱٫۰  | ۱۵٫۹  | ۱۷٫۰  | تیسن‌کروپ               | آلمان               |
| ۱۷                | ۱۶٫۸  | ۱۶٫۳  | ۱۵٫۳  | ۱۷٫۷  | ۱۶٫۲  | اوراز                  | روسیه               |
| ۱۸                | ۱۶٫۷  | ۱۵٫۴  | ۱۴٫۸  | ۱۵٫۰  | ۱۴٫۲  | مانشان آیرون اند استیل | چین                 |
| ۱۹                | ۱۶٫۵  | ۲۲٫۱  | ۹٫۱   | ۷٫۴   | ۷٫۶   | بنجی استیل             | چین                 |
| ۲۰                | ۱۶٫۳  | ۱۲٫۹  | ۸٫۴   | ۹٫۹   | ۱۰٫۰  | هیوندای استیل          | کره جنوبی           |
| ۲۱                | ۱۶٫۱  | ۱۴٫۰  | ۱۱٫۳  | ۱۶٫۰  | ۱۷٫۹  | گروپو ریوا             | ایتالیا             |
| ۲۲                | ۱۵٫۹  | ۱۵٫۱  | ۱۱٫۸  | ۱۱٫۳  | ۱۱٫۱  | والین استیل            | چین                 |
| ۲۳                | ۱۵٫۳  | ۱۴٫۷  | ۱۶٫۷  | ۱۹٫۲  | ۱۷٫۳  | سیورستال               | روسیه               |
| ۲۴                | ۱۴٫۴  | ۱۳٫۸  | ۷٫۰   | ۸٫۲   | ۹٫۱   | مت‌اینوست               | اوکراین             |
| ۲۵                | ۱۴٫۰  | ۱۲٫۷  | ۸٫۹   | ۱۱٫۰  | ۱۰٫۹  | چاینا استیل            | تایوان              |
| ۲۶                | ۱۳٫۵  | ۱۳٫۶  | ۱۳٫۵  | ۱۳٫۷  | ۱۳٫۹  | استیل آتوریتی هند      | هند                 |
| ۲۷                | ۱۲٫۷  | ۱۳٫۳  | ۱۱٫۰  | ۱۴٫۱  | ۱۳٫۸  | سومیتومو متال          | ژاپن                |
| ۳۰                | ۱۲٫۶  | ۱۱٫۴  | ۱۰٫۶  | ۱۰٫۰  | ۱۰٫۱  | ایمیدرو                | ایران               |
| ۳۱                | ۱۲٫۴  | ۸٫۸   | ۸٫۴   | ۶٫۵   | ۷٫۸   | جیان‌لونگ استیل         | چین                 |
| ۲۹                | ۱۲٫۲  | ۱۱٫۴  | ۹٫۶   | ۱۲٫۰  | ۱۳٫۳  | ام‌ام‌کی                 | روسیه               |
| ۲۸                | ۱۲٫۱  | ۱۱٫۹  | ۱۰٫۹  | ۱۱٫۳  | ۹٫۷   | نوولیپتسک استیل        | روسیه               |
| ۳۱                | ۱۱٫۲  | ۹٫۸   | ۹٫۹   | ۷٫۵   | ۶٫۲   | روژاو استیل            | چین                 |
| ۳۱                | ۱۰٫۲  | ۱۰٫۱  | ۱۰٫۱  | ۸٫۸   | ۹٫۸   | بائوتو استیل           | چین                 |
| ۳۲                | ۱۰٫۲  | ۸٫۶   | ۷٫۶   | ۶٫۹   | ۷٫۴   | جیوکوان استیل          | چین                 |
| مجموع تولید جهانی | ۱٬۴۹۰ | ۱٬۴۱۳ | ۱٬۲۱۹ | ۱٬۳۲۹ | ۱٬۳۵۱ | -                      | -                   |

## سایر تولیدکنندگان
- والورک: فرانسه
- وست‌آلپاین: اتریش
- ترنیوم: آرژانتین
- اس‌اس‌آب: سوئد
- راوتاروکی: فنلاند
- اوتوکومپو: فنلاند
- میچل: روسیه
- جیندال استیل اند پاور: هند
- اپیرام: لوکزامبورگ
- آسرینوکس: اسپانیا